# Seloua Ouaziz
Seloua Ouaziz (sinh ngày 27 tháng 7 năm 1974) là một vận động viên chạy cự ly trung bình người Ma-rốc. Cô đã thi đấu ở nội dung 1500 mét nữ tại Thế vận hội Mùa hè 2000.